# Geschlossene Gesellschaft (1978)
Geschlossene Gesellschaft ist ein Gegenwartsfilm des Fernsehens der DDR aus dem Jahr 1978, der von einer Ehekrise handelt. Sowohl die Autoren (Frank Beyer, Klaus Poche) als auch die Hauptdarsteller (Jutta Hoffmann, Armin Mueller-Stahl) hatten zwei Jahre zuvor die Petition gegen die Biermann-Ausbürgerung mitunterzeichnet, wodurch sie noch immer beruflich eingeschränkt wurden. Zusätzlich dem Vorwurf der Gesellschaftskritik ausgesetzt, wurde der Film am Tag nach seiner – gezielt sabotierten – Erstausstrahlung verboten und erst wieder mit Beginn der Wende gezeigt.

## Inhalt
Das Berliner Ehepaar Ellen und Robert – sie Jugendhelferin, er Ingenieur – verreist mit ihrem fünfjährigen Sohn Nicky außerhalb der Urlaubssaison in ein abgelegenes, frisch renoviertes Landhaus. Zwei befreundete Paare wollen sich hinzugesellen. Doch das eine sagt berufsbedingt per Telegramm ab, das andere landet nach einem Verkehrsunfall im Krankenhaus. Robert, besorgt um ihr Befinden, trifft dort auf seinen nur leicht verletzten Freund Alf, der ihm ungeniert gesteht, er bedaure, nun den Urlaub nicht nutzen zu können, um Ellen zu „vögeln“; schließlich werde sie im Ehebett nicht gerade „verwöhnt“. Überraschend zeigt sich Ellen von Alfs Vorsatz keineswegs peinlich berührt, was wiederum Robert scheinbar nicht weiter tragisch nimmt.
Der Schein trügt. Vom ersten Abend an tun sich Risse auf, die dadurch, dass das Paar unfreiwillig mit sich allein ist, umso mehr vertieft werden. Robert hatte bis dahin stets für Gesellschaft gesorgt – und Ellen eingeredet, sie verlange danach. Der rasch eskalierende Streit enthüllt jedoch, dass er damit von seinem Problem ablenken wollte: Er steckt in einer tiefen Krise, die er aus Scham verbirgt. Für einen Moment überwindet er sie und gesteht Ellen gleich zwei Lebenslügen: Seine noch jüngst behaupteten „gelungenen Experimente“ mit Einsparungspotenzial in Millionenhöhe gebe es schon längst nicht mehr, er sei beruflich ausgebrannt; und als Verunsicherung ob seiner „Männlichkeit“ hinzukam, sei er fremdgegangen.
Nun ist auch Ellens Unbeschwertheit dahin. Sie reagiert mit Spott, um ihm die Verletzung heimzuzahlen, forscht aber auch immer wieder nach Details seiner Liebschaften. Für sich selbst will sie einen Aspekt ihres unbefriedigten sexuellen Verlangens genauer erkunden: ihre Präferenzen. Das zeigt sich bei ihrem Seitensprung mit dem Bruder eines ihrer ehemaligen Schützlinge. In dem Moment, als sie vor deren gemeinsamer Wohnung eintrifft, kommt es gerade zu einer tätlichen Auseinandersetzung zwischen den jungen Männern; in der davon noch aufgeladenen Atmosphäre entwickelt sich ein heftiger, vorzeitig abgebrochener Liebesakt, der offenbart, dass Ellen die ihr zugefügte Gewalt sowohl abwehrt als auch provoziert.
Das Urlaubsende steht im Zeichen vorsichtiger Wiederannäherung zwischen Ellen und Robert. Karl, Verwalter des Landhauses und ehemals Physiker, hat darauf nicht wenig Einfluss. Bedächtig, aufmerksam und gütig, wirkt er beruhigend auf ihre gereizten Gemüter. Zugleich lebt er ihnen vor, was über ihrer Selbstfindung stehen sollte: ihre Verantwortung als Eltern. Sein Eingehen auf die Wünsche des kleinen Nicky, die allen Glücksgewinn beschert, legt nahe, dass die mysteriöse Gehbehinderung, die der Fünfjährige gelegentlich vortäuscht, als Appell an die Erwachsenen zu verstehen ist. „Sind wir klüger geworden?“, fragt Robert schlussendlich, worauf Ellen erwidert: „Ich weiß nicht. Vielleicht anders.“

## Titel und Gesellschaftskritik
Die Inhaltsangabe verrät über die Gesellschaftskritik, die man dem Film anlastete, kaum etwas. Im Titel hingegen drängt sie sich förmlich auf. Mehrere Lesarten bieten sich an, dies aufzulösen, d. h. den Titel mit Bezug zum Inhalt zu deuten. Eine „Geschlossene Gesellschaft“ definiert sich vor allem dadurch, dass sie nach außen signalisiert, eine Zeitlang unter sich bleiben zu wollen. Oft ist es ein freudiger Anlass. So auch beim geplanten Urlaub des Paares. Dass sie, statt unverbindlich zu plaudern, nun in Klausur gehen und einander statt Freude Schmerz bereiten, ist nicht ihre freie Entscheidung. Sie geschieht aber zu ihrem Besten. Und hätte ohne den Ausschluss von Gesellschaft nicht gelingen können. Am Ende gewinnt der Zuschauer „die Erkenntnis, dass man Probleme nicht löst, indem man sie verdrängt und verschweigt. Verdrängung macht krank – individuell und gesellschaftlich“.
Eine zweite Lesart des Titels kehrt die erste um, indem nicht das Paar sich verschließt, sondern die Gesellschaft selbst. Eine Aussage im heftigsten Streitgespräch legt diese Deutung besonders nahe: Roberts Erklärung, warum er eine Scheidung zwar erwogen, aber davon Abstand genommen hatte: „Wer bei uns seine vier Wände verliert, ist verflucht einsam. Es ist wenig los da draußen. Gehst du klingeln, dann klingelst du an Festungen. Die Zugbrücken sind eingerollt.“ Äußerungen wie diese nahm das hellhörige DDR-Publikum als Gesellschaftskritik und Tabubruch wahr, der gewöhnliche Zuschauer ebenso wie der Kritiker und Zensor. Als Tabubruch deshalb, weil von sozialistischer Kunst gefordert wurde, Perspektiven aufzuzeigen; scheitern durfte allenfalls der Einzelne, keinesfalls die Gesellschaft. Geschlossene Gesellschaft plädiert für das Eingeständnis, dass auch eine Gesellschaft sehr wohl scheitern kann – ein Befund, dem das Publikum, für das der Film gedacht war, in seiner Mehrheit wohl zugestimmt hätte, hätte die Minderheit, die sich einer solchen Einsicht verschloss, dies nicht verhindert. Am Ende zum Schaden für alle, denn – siehe erste Lesart bzw. historische Realität – nicht gelöste Probleme rächen sich, machen krank und führen zum Scheitern ganzer Gesellschaften.
Eine dritte Lesart ergibt sich aus der Anspielung auf ein konkretes Kunstwerk: Sartres bekanntestes Theaterstück trägt exakt den gleichen Titel, zumindest die verbreitetste Übertragung ins Deutsche. Auf seinen Kern gebracht, handelt es von drei Toten, die in der Hölle zum Weiterleben verurteilt sind und ihre Daseinsberechtigung darin finden, einander zu quälen. Auch in diesem Sinne, meint ein heutiger Kritiker, könne man Beyers Geschlossene Gesellschaft auslegen. Allein schon der sprichwörtlich gewordene Satz aus Sartres Existentialismus-Drama – „Die Hölle, das sind die anderen“ – führe jedwede Utopie von „Gesellschaft“ ad absurdum, die sozialistische allen voran. „Seltsam“ genug erscheint dem Kritiker, dass die DDR-Zensur ausgerechnet an dem Titel des Films keinen Anstoß genommen habe. Möglicherweise, spekuliert er, habe man die Genehmigung erteilt, um sich mit dem anschließenden Verbot der Verantwortlichen entledigen zu können.

## Hintergrund

### Vorgeschichte
Beide Filmautoren, Frank Beyer und Klaus Poche, hatten schon vor Geschlossene Gesellschaft Eingriffe durch die DDR-Zensur hinnehmen müssen. Im Fall Poches betraf es Die zweite Haut, ebenfalls eine Ehegeschichte, deren Produktion 1973 gestoppt und erst 1981 beim WDR Köln realisiert wurde. Beyers Spur der Steine, sein erster großer Gegenwartsfilm, mobilisierte das DDR-Kinopublikum ebenso wie die Parteiführung, die drei Tage nach der Premiere ein Aufführungsverbot erließ und dies mit Protestbekundungen begründete, die freilich gelenkt waren. Zusätzlich sprach man gegen Beyer ein partielles Arbeitsverbot als Regisseur von Kinofilmen aus, bei gleichzeitiger Lösung seines Vertrags mit der DEFA. Acht Jahre später bewegte man ihn zur Rückkehr, um Jakob der Lügner zu übernehmen, den Beyer zum einzigen je für einen Oscar nominierten DDR-Film machte. Die zwei Nachfolger siedelte er wieder in der Gegenwart an, beide im Mikrokosmos Ehe, Das Versteck mit heiter-ironischem Grundton, Geschlossene Gesellschaft eher melancholisch-tragisch. Zum „Politikum“ wurden sie, weil die Hauptdarsteller ausnahmslos Unterzeichner der Petition gegen die Ausbürgerung Wolf Biermanns waren – und zugleich die Angesehensten ihres Fachs: Jutta Hoffmann, Manfred Krug, Armin Mueller-Stahl. Das Versteck lag zwei Jahre auf Eis, bevor es im November 1978 in die DDR-Kinos kam – nur wenige Tage vor der TV-Premiere von Geschlossene Gesellschaft.

### Genehmigung und Verbot
Beyer war Parteimitglied aus Überzeugung und nicht aus Opportunismus, er war systemnah und -kritisch zugleich und hatte daher unter den Entscheidungsträgern ebenso einflussreiche Gönner wie Gegner. Im Fall von Geschlossene Gesellschaft schienen sich seine Fürsprecher durchzusetzen. Die beiden wichtigsten waren Hans Bentzien, ab 1977 stellvertretender Vorsitzender des Staatlichen Komitees für Fernsehen, und Werner Lamberz, Sekretär des ZK der SED für Agitation und Propaganda, ein Hoffnungsträger, der als vergleichsweise liberal galt. Nach der Biermann-Ausbürgerung hatte er sich mit den Unterzeichnern der Petition getroffen, unter ihnen Beyer und Poche, hatte Krug die Ausreise in den Westen ermöglicht und sich für die Beendigung von Auftritts- und Publikationsverboten gegenüber Kulturschaffenden eingesetzt. Mit Lamberz’ Unfalltod im März 1978 jedoch „drehte sich der Wind“; sein Nachfolger wurde der Hardliner Joachim Herrmann.
Beyer hatte Geschlossene Gesellschaft zu der Zeit gerade fertiggestellt. Das internationale Renommee, das er spätestens seit Jakob der Lügner genoss, war möglicherweise der Hauptgrund, der die Apparatschiks von einem Verbot vor der Ausstrahlung des Films abhielt. Stattdessen entschied man sich, unter Herrmanns Federführung, für eine Taktik versteckter Sabotageakte. Drei Maßnahmen setzte man um. Erstens das Vorenthalten wichtiger Informationen: Die DDR-Fernsehzeitschrift FF dabei gab nur den Titel der Sendung an, keinerlei Hinweis auf deren Art, geschweige denn zum Inhalt. Zweitens die Verzögerung zwecks Ermüdung und „Abschalten“: Zum angekündigten Zeitpunkt, am 29. November 1978 um 21:30 Uhr, überzog man zunächst einmal die laufende Unterhaltungssendung und zeigte im Anschluss, aus nicht näher begründetem „aktuellem Anlass“, eine niederländische Dokumentation über Nicaragua. Mit rund einer Stunde Verspätung lief dann der Film an, ohne Vorankündigung, Kommentar oder Entschuldigung. Drittens das inszenierte Verbot, à la Spur der Steine: Am Tag vor der Ausstrahlung wies man die Kreisleitungen der SED an, gegen den gesendeten Film Protest zu erheben. Zwar hielt dieser sich in Grenzen, aber er genügte, um das am 30. November erlassene Verbot des Films in offizieller Lesart nicht verantworten zu müssen. So wurde Geschlossene Gesellschaft nach nur einer Aufführung bis zur Wende in den „Giftschrank“ verbannt, euphemistisch „Archiv“ genannt.

### Nachwirkungen
Für die an der Entstehung des Films maßgeblich Beteiligten hatte das Verbot weitreichende Konsequenzen. Als Ersten traf es einen der Entscheidungsträger im staatlich gelenkten Kulturbetrieb: Am 28. November 1978, also eindeutig im Zuge der Maßnahmen gegen Geschlossene Gesellschaft, wurde Hans Bentzien seines Postens als Kulturchef des DDR-Fernsehens enthoben, wegen „grober ideologischer Fehler“, wie es offiziell hieß. Klaus Poche, Mitautor des Drehbuchs, wurde 1979 aus dem Schriftstellerverband der DDR ausgeschlossen und ging in den Westen. Nachdem er keine Rollen mehr angeboten bekommen hatte, verließ ein Jahr später auch Armin Mueller-Stahl die DDR. Weitere drei Jahre danach folgte ihnen Jutta Hoffmann.
Frank Beyer kämpfte am längsten, mit sich und der Obrigkeit. Zunächst einmal wandte er sich in einem – von Hoffmann, Mueller-Stahl und Poche mitunterzeichneten – Brief an den Verband der Film- und Fernsehschaffenden der DDR, worin er sich nicht nur gegen das Aufführungsverbot von Geschlossene Gesellschaft, sondern dezidiert auch gegen dessen Begründung wehrte, die in dem zynischen Schlusssatz gipfelte, man hoffe (!), „dass der Film durch Sendezeit und Platzierung von möglichst wenigen Zuschauern gesehen“ werde. – Bentziens Zusage an Beyer, er könne Brigitte Reimanns Franziska Linkerhand verfilmen, wurde vom Nachfolger widerrufen. Beyer erwirkte daraufhin ein Visum samt Erlaubnis, zeitweilig im Westen arbeiten zu dürfen. Parteiinterne Gegner reagierten mit der Forderung, auf dieses „Privileg“ zu verzichten, sich von Geschlossene Gesellschaft zu distanzieren und seine Unterschrift unter die Biermann-Petition zurückzuziehen. Beyer widerstand, was 1980 zu seinem Ausschluss aus der Partei führte. Bis zur Wende arbeitete er dann wechselnd in der DDR und der Bundesrepublik.

## Kritik
Gut einen Monat nach seiner Ausstrahlung, am 25. Dezember 1978, nannte der Spiegel den Film 

„… ein brisantes, brillantes Stück über die Krise eines DDR-Ehepaares, das im Urlaub private und gesellschaftliche Konflikte aufarbeitet.“

 Derselbe Artikel ordnet auch die Umstände seiner Ausstrahlung in die politischen Zusammenhänge seiner Zeit ein.

Der Filmdienst schreibt: 

„Hervorragend gespielte, kammerspielhafte Zustandsbeschreibung einer privaten Krise, die Formen menschlicher Stagnation und Depression thematisiert. Die damit untrennbar verbundene subtile Kritik an der Gesellschaft galt in der DDR als Sakrileg…“

Zwei weitere Urteile:

„Szenen einer Ehe made in DDR, in denen die privaten Konflikte mit denen der Gesellschaft verwoben sind, in denen die Resignation und Verbitterung einer Familie für die Ausweglosigkeit in der DDR-Gesellschaft steht. Einen stilsicher inszenierten und fotografierten Fernsehfilm von bester Kino-Qualität, glänzend besetzt und großartig gespielt, besonders in den Hauptrollen: mit einer zauberhaften Jutta Hoffmann als flirrender und bodenständiger Ehefrau. Und mit einem eindrucksvoll uneitlen Armin Mueller-Stahl in seiner wohl stärksten Rolle in der DDR.“

„Eine von Beyers stillsten und zugleich eindringlichsten Arbeiten.“